# Antoine de Lamothe-Cadillac
 (avril 2024).
Pour les articles homonymes, voir Lamothe et Cadillac.
Antoine Laumet, né le 5 mars 1658 à Saint-Nicolas-de-la-Grave et mort le 16 octobre 1730 à Castelsarrasin, devenu Antoine de Lamothe-Cadillac à son arrivée en Amérique à 25 ans, est un aventurier et explorateur, commandant du fort de Michillimakinac en 1694. Il est connu comme le fondateur du Fort Pontchartrain du Détroit en 1701, future ville de Détroit, et comme gouverneur de la Louisiane.
Visionnaire, son ascension et sa réussite dans la société de la Nouvelle-France lui attirent autant de soutiens que d'antipathies. 
Son nom est donné à la célèbre marque automobile américaine Cadillac en 1902, à la suite des commémorations du bicentenaire de la fondation de Détroit.

## Biographie

### Une jeunesse mal connue

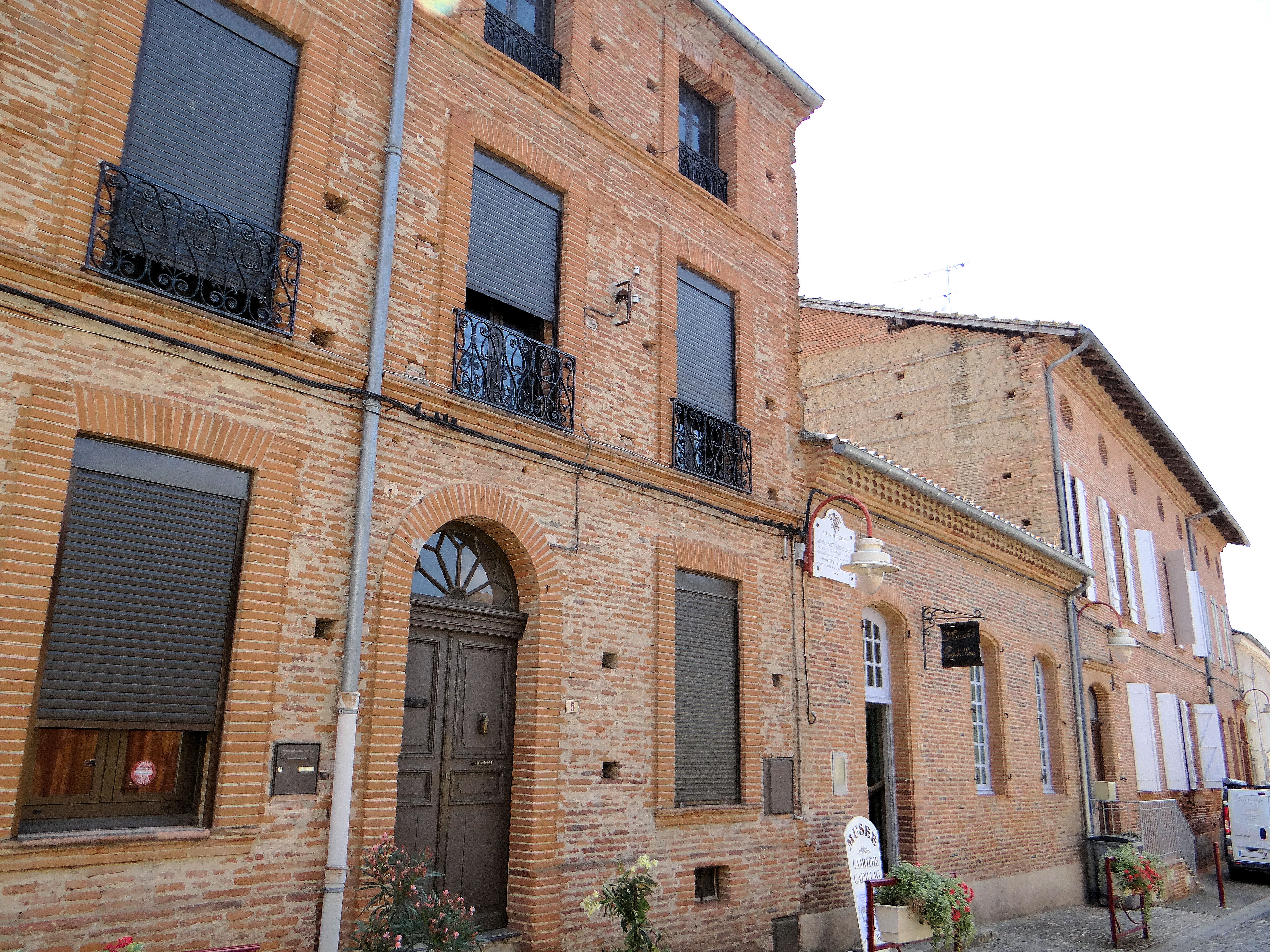
Maison natale d'Antoine Laumet.

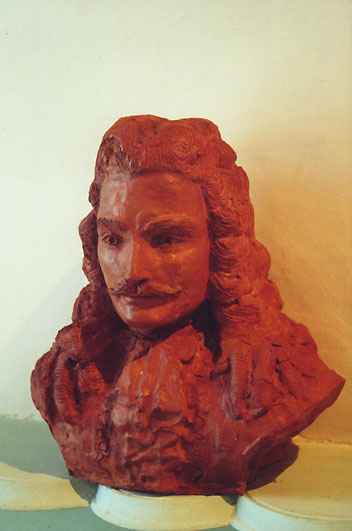
Buste (imaginaire) de Lamothe-Cadillac, par Délie Duparc, au musée Lamothe-Cadillac de Saint-Nicolas-de-la-Grave.

Antoine Laumet naît le 5 mars 1658 à Saint-Nicolas-de-la-Grave, dans cette partie de la Gascogne au nord de Toulouse qui deviendra le département de Tarn-et-Garonne sous le Premier Empire. Il est le fils de Jean Laumet et de Jeanne Péchagut. Son père, né à Caumont, est avocat au parlement de Toulouse ; il est nommé lieutenant du juge à Saint-Nicolas-de-la-Grave par le cardinal de Mazarin en 1652, puis juge en 1664. Sa mère est la fille d'un marchand et propriétaire terrien.
Aucun document ne permet de connaître la jeunesse d'Antoine Laumet. Mais les différentes correspondances qu'il rédige plus tard montrent un esprit cultivé qui incite à penser qu'il a suivi des études, vraisemblablement dans un établissement tenu par des jésuites, qui lui ont permis de connaître la théologie, le droit, l'agriculture, la botanique et la zoologie. Par ailleurs, dans l'état de services qu'il rédige à son retour de Louisiane, il affirme s'être engagé en 1675, à 17 ans, comme cadet au régiment de Dampierre, à Charleroi. Il indique que deux ans plus tard, il est officier au régiment de Clairambault, à Thionville, et que, en 1682, il rejoint le régiment d'Albret, à Thionville. Toutefois, ces états de services ne sont pas confirmés et il apparaît qu'ils ressemblent davantage à ceux de son frère aîné François. Son niveau d'étude semble en outre antagoniste avec une telle carrière militaire. Quoi qu'il en soit, à 25 ans, il semble qu'il se commette dans une histoire assez louche pour être obligé de quitter la France et de se forger une nouvelle identité. Quatre hypothèses peuvent expliquer ce départ soudain :
- des difficultés financières en raison du procès perdu par son père contre un avocat de Castelsarrasin ;
- une déchéance statutaire du fait de la perte de soutien de son père après la mort du cardinal de Mazarin ;
- la fin de la tolérance à l'égard des réformés qui les oblige à quitter le pays ou à se renier en se convertissant ;
- un fait divers qui fait d'Antoine un criminel ou un hors-la-loi.

Il est certain qu'Antoine Laumet effectue la traversée par des voies détournées, aucune liste officielle d'embarquement maritime n'indiquant sa présence sur un navire en partance d'un port français.

### Nouveau Monde, nouvelle identité

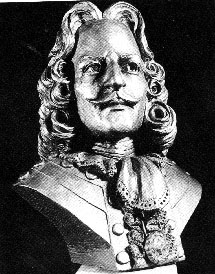
Buste de Lamothe-Cadillac.

En 1683, Antoine Laumet arrive donc à Port-Royal, la capitale de l'Acadie. Au cours des quatre années qui suivent, il parcourt son nouveau pays de long en large, et élargit ses explorations à la Nouvelle-Angleterre et à la Nouvelle-Hollande, poussant jusqu'à la Caroline et se familiarisant avec les langues et les coutumes indiennes. Il entre probablement en relation d'affaires avec Denis Guyon, un marchand de Québec. Le 25 juin 1687, il en épouse la fille, Marie-Thérèse, âgée de 17 ans. L'acte de mariage est le premier document où figure sa nouvelle identité. Il se fait alors appeler « Antoine de Lamothe, écuyer, sieur de Cadillac », et il signe du paraphe « De Lamothe Launay ». En fait, comme beaucoup d'immigrés, il profite de son arrivée dans le Nouveau Monde pour se créer une identité capable de faire oublier les raisons qui l'ont chassé de France. Cette nouvelle identité « ne sort pas de son sac », comme il l'écrit lui-même. Antoine Laumet se souvient sans doute de Sylvestre d'Esparbès de Lussan de Gout, baron de Lamothe-Bardigues, seigneur de Cadillac, de Launay et du Moutet, conseiller au parlement de Toulouse. Il le connaît pour au moins deux raisons ; Bardigues, Cadillac, Launay et Le Moutet sont des villages et des lieux-dits proches de Saint-Nicolas-de-la-Grave (Tarn-et-Garonne), et Jean Laumet était avocat au parlement de Toulouse. Il est vraisemblable que les fils se sont connus au cours de leurs études. Fils cadet de la famille, Antoine s'identifie donc au fils cadet du baron en profitant de la proximité phonique de son nom et de celui de Launay : il peut ainsi se faire appeler Antoine de Lamothe-Launay. Il prend alors le titre d'écuyer qui correspond au rang que peut avoir le cadet de la famille, puis le titre de sieur de Cadillac, conformément à la coutume gasconne qui veut que le cadet prenne la succession de l'aîné à son décès. Il se forge ainsi une identité et une origine noble, tout en se préservant d'une éventuelle reconnaissance par quelqu'un qui l'aurait connu en France. Il présente par ailleurs ses propres quartiers de noblesse illustrés par des armoiries qu'il crée en associant le blason aux trois merlettes du baron de Lamothe-Bardigues et celui de la famille de Vir. Le mariage est fécond et les Lamothe-Cadillac ont six filles et sept garçons : Judith (1689), Magdeleine (1690), Marie Anne (1701-1701), ? (1702-1702), Marie-Thérèse (1704), Marie-Agathe (décembre 1707) et Joseph (1690), Antoine (1692), Jacques (1695), Pierre-Denis (1699-1700), Jean-Antoine (janvier 1707-1709), François (1709), René-Louis (1710-1714).

### Un seigneur en Nouvelle-France: les Douacques
En 1688, il obtient du gouverneur Jacques-René de Brisay de Denonville la concession de la seigneurie des Douacques (qui deviendra la ville de Bar Harbor, État du Maine, centre de pêche réputé pour le homard et dominé par le mont Désert, devenu mont Cadillac). Sa concession ne pouvant lui apporter le moindre revenu agricole, il s'associe à des officiers de Port-Royal et s'adonne au commerce, activité qui est facilitée par la possibilité d'utiliser le navire des fils Guyon. En 1689, il est envoyé en expédition près de Boston. À son retour, il sollicite auprès du gouverneur d'Acadie, Louis-Alexandre des Friches de Méneval, un poste de notaire, ce qui lui assurerait un revenu minimum, mais sans succès. Cadillac se présente ensuite au gouverneur Louis de Buade de Frontenac à Québec qui l'envoie en mission d'exploration le long des côtes de la Nouvelle-Angleterre sur la frégate L'Embuscade, mais des vents contraires obligent le navire à rentrer en France.
Cadillac se retrouve en 1690 à Paris. Il pénètre l'entourage du ministre de la Marine, le marquis de Seignelay, puis de son successeur Louis II Phélypeaux, comte de Pontchartrain, qui le nomme officier des troupes de marine. À son retour à Port Royal, il apprend que l'amiral anglais William Phips s'est emparé de la ville et a fait prisonnier sa femme, sa fille et son fils. Ils sont libérés en échange de prisonniers anglais. En 1691, Cadillac rapatrie sa famille à Québec, mais leur navire est attaqué par un corsaire de Boston qui s'empare de tous leurs biens. Cadillac est promu lieutenant en 1692. Il est envoyé avec le cartographe Jean Baptiste Franquelin pour dresser des cartes des côtes de la Nouvelle-Angleterre en vue de préparer une attaque française sur les colonies anglaises. Il repart en France pour remettre les cartes et un mémoire au ministre Pontchartrain. En 1693, il reçoit une gratification de 1 500 livres pour son travail et il est renvoyé en mission pour compléter ses observations. Frontenac le promeut capitaine puis enseigne de vaisseau en 1694.

### Michillimakinac (1694-1696)
Il est alors nommé commandant de tous les postes des pays d'En-Haut et part prendre son commandement au Fort Buade ou Michillimakinac, qui contrôle tout le commerce des fourrures entre le Missouri, le Mississippi, les Grands Lacs et la vallée de l'Ohio. Cadillac donne une procuration à son épouse pour qu'elle puisse signer les contrats d'affaires et les  actes notariés pendant son absence. En 1695, Cadillac part explorer la région des Grands Lacs et en dresse des cartes. Il découvre alors le détroit reliant le lac Huron et le lac Érié et imagine y installer un nouveau fort pour rivaliser avec les Anglais. À Michillimakinac, il entre en conflit avec les pères jésuites qui l'accusent de fournir de l'alcool aux Indiens, ce qu'un décret royal interdit. En 1696, pour pallier les difficultés du commerce des fourrures, le roi ordonne la fermeture de tous les comptoirs de traite, dont Michillimakinac. Cadillac rentre à Montréal. En 1697, il reçoit l'autorisation de rentrer en France pour présenter son projet d'établissement d'un nouveau poste au détroit au ministre Pontchartrain ; Frontenac sollicite pour lui le grade de lieutenant de vaisseau. Mais les notables canadiens s'opposent fortement à son projet de nouveau poste qui, selon eux, entraînerait la ruine de Québec et de Montréal. Ce n'est qu'en 1699 qu'il obtient le soutien de Pontchartrain pour la fondation du nouveau poste que le roi autorise en 1700, en en confiant le commandement à Cadillac.

### Fort Pontchartrain du Détroit (1701-1710)

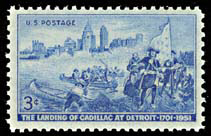
Timbre-poste américain pour l'arrivée de Lamothe-Cadillac à Détroit en 1701.

Le 24 juillet 1701, Antoine de Lamothe-Cadillac fonde le fort Pontchartrain et la paroisse Sainte-Anne sur la rive du nord de la rivière Détroit (ce qu'il a pensé être un détroit). Il est secondé par Alphonse de Tonti. Leurs épouses les rejoignent en octobre. En 1702, Cadillac retourne à Québec pour solliciter le monopole du commerce des fourrures et le transfert des tribus amérindiennes vers le détroit. Il devient actionnaire de la Compagnie de la Colonie et revient au détroit pour assister à l'arrivée des tribus anciennement installées à Michillimakinac. Un incendie ravage le fort Pontchartrain en 1703. Ce sinistre détruit tous les registres. Cadillac est rappelé à Québec en 1704 pour répondre aux accusations de trafic d'alcool et de fourrures. Emprisonné de façon préventive pendant quelques mois, il est blanchi en 1705 et le roi lui confirme tous ses pouvoirs et lui accorde le monopole du commerce des fourrures. Deux ans plus tard, les accusations d'abus de pouvoir se multipliant, Pontchartrain nomme le commissaire Daigremont pour enquêter sur sa conduite et ses affaires. Ce dernier établit un véritable réquisitoire contre Cadillac en 1708. En 1709, les troupes stationnées au détroit reçoivent l'ordre de regagner Montréal. En 1710, le roi nomme Cadillac gouverneur de Louisiane et lui ordonne de rejoindre son poste immédiatement par la vallée du Mississippi.

### La Louisiane (1710-1716)
Cadillac n'obtempère pas. Il procède à l'inventaire général du détroit puis, en 1711, s'embarque avec sa famille pour la France. À Paris, en 1712, il convainc le financier toulousain Antoine Crozat d'investir en Louisiane. En juin 1713, la famille Cadillac arrive au fort Louis, en Louisiane, après une éprouvante traversée. En 1714, Crozat préconise la construction de postes le long du Mississippi alors que Cadillac désire fortifier l'embouchure du fleuve et développer le commerce avec les colonies espagnoles voisines. En 1715, Cadillac et son fils Joseph prospectent l'Illinois où ils découvrent une mine de cuivre. Après maintes disputes, Antoine Crozat lui retire toute autorité sur la compagnie. L'année suivante, il obtient sa révocation.

### Castelsarrasin (1722-1730)
La famille Cadillac rentre en France et, en 1717, s'installe à La Rochelle. Cadillac se rend à Paris avec son fils Joseph ; ils sont aussitôt arrêtés et emprisonnés à la Bastille pendant cinq mois. Ils sont accusés « d'avoir tenu des discours peu convenables contre le gouvernement de l'État et des colonies ». Ils sont libérés en 1718 et Cadillac reçoit la croix de Saint-Louis en récompense de ses trente années de loyaux services. Il s'installe alors avec sa famille dans la maison paternelle et règle la succession de ses parents. Il effectue également de nombreux voyages à Paris pour faire reconnaître ses droits sur la concession du détroit. Il prolonge ses séjours à Paris si bien qu'en 1721, il donne à nouveau procuration générale à sa femme pour qu'elle puisse signer les actes notariés. Il obtient gain de cause en 1722. Il vend alors sa seigneurie du détroit au canadien Jacques Baudry de Lamarche et acquiert les offices de gouverneur et major de la ville de Castelsarrasin, près de son village natal.
Antoine de Lamothe-Cadillac meurt le 16 octobre 1730 à Castelsarrasin, « vers la minuit », à l'âge de 72 ans. Il est enseveli dans une chapelle de l'église des pères carmes. Son épouse Marie-Thérèse meurt en 1746, à l'âge de 76 ans.

### Un visionnaire
Les prévisions d'Antoine de Lamothe-Cadillac se concrétisent après son départ de la Nouvelle-France. Ainsi, Jean Baptiste Le Moyne de Bienville fonde La Nouvelle-Orléans à l'embouchure du Mississippi en 1718. Le détroit devient un lieu stratégique. Pour défendre son accès, le fort Niagara est construit en 1725 sur la rive droite de la rivière entre les lacs Érié et Ontario et, en 1726, le poste d'Oswego est fortifié sur le lac Ontario. Rebaptisé « Detroit », le Fort Pontchartrain, idéalement situé entre les grands lacs et les bassins fluviaux, devient un grand centre industriel au XIXe siècle, puis la capitale de l'industrie automobile américaine au XXe siècle ; surnommé « The Motor City », Détroit est en outre devenu le berceau de la musique soul noire dans les années 1960 sous le règne du label « Motown ».

## Postérité
Une rue dans l'est de Montréal est nommée Rue De Cadillac en son honneur au début du XXe siècle, et une station de métro homonyme y est ouverte en 1976.
En 1972, la Commission historique et la Société historique de Détroit ont fait un don pour le rachat de la maison natale d'Antoine Laumet à Saint-Nicolas-de-la-Grave, devenue le musée Lamothe-Cadillac.
En 2001, pendant les commémorations du tricentenaire de la ville de Détroit, une statue est érigée en son honneur.

## Culture
- Johnny Hallyday, en 1989, avec la chanson Cadillac - paroles Étienne Roda-Gil - fait référence à Lamothe-Cadillac, (voir album Cadillac).
- Doctor L raconte l'histoire de Détroit et d'Antoine de Lamothe-Cadillac dans sa chanson Burn Baby Burn, sur l'album We Got Lost sorti en 2012.

### Ouvrages
- Jean Maumy, Moi, Cadillac, Gascon et fondateur de Detroit : Roman, Toulouse, Privat, coll. « Roman historique », 2002, 344 p. (ISBN 978-2-7089-5806-7)
- Jean Boutonnet, Jean-Claude Fau (avant-propos) et Annick Hivert-Carthew (introduction) (préf. Jean-Michel Baylet), Lamothe-Cadillac : le Gascon qui fonda Détroit (1658-1730), Castelsarrasin, Guénégaud, 2001, 345 p. (ISBN 978-2-85023-108-7)
- Annick Hivert-Carthew, Antoine de Lamothe Cadillac : le fondateur de Detroit, Montréal, Que, XYZ, coll. « Grandes figures » (no 15), 1996, 197 p. (ISBN 978-2-89261-178-6)
- Robert Pico, Cadillac, l'homme qui fonda Detroit : roman, Paris, Denoël, 1995, 286 p. (ISBN 978-2-207-24288-9)
- René Toujas, Le Destin extraordinaire du Gascon Lamothe-Cadillac de Saint-Nicolas-de-la-Grave fondateur de Detroit, Ateliers du Moustier, Montauban, 1974, 61 p.
- Milo Milton Quaife, The Western Country in the 17th Century. The Memoirs of Lamothe Cadillac and Pierre Liette, Chicago, Lakeside Press, 1947, 228 p. (lire en ligne)
- Agnes Christina Laut, Cadillac, Knight Errant of the Wilderness. Founder of Detroit, Governor of Louisiana from the Great Lakes to the Gulf, Indianapolis, The Bobbs-Merrill Company, 1931, 298 p. (lire en ligne)
- Clarence Monroe Burton, "Cadillac's village", or, "Detroit under Cadillac": with list of property owners and a history of the settlement, 1701 to 1710, Detroit, 1896. (lire en ligne)
- Hospice-Anthelme Verreau, Quelques notes sur Antoine de Lamothe de Cadillac, 1885, 25 p. (lire en ligne)

### Articles
- Paul-François Sylvestre, « Antoine Laumet, dit de Lamothe Cadillac », L'Encyclopédie canadienne, 2008.
- Lina Gouger, « Détroit : le Paris de la Nouvelle-France », Cap-aux-Diamants : la revue d'histoire du Québec, no 62, 2000, pp. 46-49.
- Peter Landry, « Antoine De La Mothe Cadillac (1658-1730) », blupete.com, 1998.
- Yves F. Zoltvany, «LAUMET, de Lamothe Cadillac, ANTOINE», Dictionnaire biographique du Canada, vol. II (1701-1740), Université Laval/University of Toronto, 1969 (révisé en 1991).
- Lamothe Cadillac, « Codicille au testament olographe de Lamothe Cadillac : 18e, juillet 1705 », Revue d'histoire de l'Amérique française, vol. 3, no 3, 1949, pp. 447-448.
- (en) Jean Delanglez, « Cadillac's last years », Mid-America, vol. XXXIII, 1951, pp. 3-42.
- (en) Jean Delanglez, « Cadillac, proprietor of Detroit », Mid-America, vol. XXXII, 1950, pp. 155-188 et 226-258.
- (en) Jean Delanglez, « Cadillac at Detroit », Mid-America, vol. XXX, 1948, pp. 152-176 ;
- (en) Jean Delanglez, « The genesis and building of Detroit », Mid-America, vol. XXX, 1948, p. 75-104.
- (en) Jean Delanglez, « Antoine Laumet, alias Cadillac, commandant at Michilimackinac », Mid-America, vol. XXVII, 1945, pp. 108-132, 188-216 et 232-256.
- (en) Jean Delanglez, « Cadillac’s early years in America », Mid-America, vol. XXVI, 1944, pp. 3-39.
- Charles Dumas de Rauly, « Biographie de Lamothe-Cadillac, gouverneur de Castelsarrasin », Recueil de l'Académie des sciences, belles-lettres et arts de Tarn-et-Garonne, 2e série, t. 2,‎ 1886, p. 217-250 (lire en ligne)
- Édouard Forestié, « Lamothe-Cadillac, fondateur de la ville de Détroit (Michigan), gouverneur de la Louisiane et de Castelsarrasin. - Notes complémentaires », Bulletin archéologique et historique de la Société archéologique de Tarn-et-Garonne, 1907, t. 35, pp. 175-196. [lire en ligne].
- Fernand Pottier, « Hommage à la mémoire du chevalier de Lamothe-Cadillac, fondateur de Détroit ; Pose d'une plaque commémorative de sa naissance, à Saint-Nicolas-de-la-Grave », Bulletin archéologique et historique de la Société archéologique de Tarn-et-Garonne, 1904, t. 32, pp. 289-292. [lire en ligne]
- Joseph-Edmond Roy, « Antoine de Lamothe, Sieur de Cadillac », The Catholic Encyclopedia, vol. 3, 1908.